# Clathria scotti
Clathria scotti är en svampdjursart som först beskrevs av Arthur Dendy 1924.  Clathria scotti ingår i släktet Clathria och familjen Microcionidae. Inga underarter finns listade i Catalogue of Life.